# Manoir d'Arknal
Le manoir d'Arknal (en allemand : Guthshaus Arknal, en estonien: Arkna mõis) est un ancien manoir seigneurial estonien situé à Arkna, hameau appartenant à la commune de Rakvere (autrefois: Wesenberg), dans le Virumaa occidental (ancien Wierland).

## Historique
Le domaine est formé en 1772 et appartient successivement aux familles von Hastfer et von Taube. Il passe à Julius von Schubert en 1875 qui fait bâtir le petit manoir actuel en 1877-1879 en style historiciste. Le dernier propriétaire, Bernhard von Schubert, est expulsé du domaine et du château en 1919, à cause des lois de nationalisation des terres par la nouvelle république estonienne. Il devient alors une école d'agriculture.
Cet édifice du patrimoine historique a été privatisé et restauré il y a quelques années. 

## Source
- (et) Cet article est partiellement ou en totalité issu de l’article de Wikipédia en estonien intitulé « Arkna mõis » (voir la liste des auteurs).